# Triathlon ai III Giochi europei
Le gare di triathlon ai III Giochi europei sono state disputate a Cracovia dal 27 giugno al 1 luglio 2023. Il triathlon tornava nel programma dei Giochi europei dopo l'assenza di Minsk 2019.

## Podi
| Specialità      | Oro                                                                       | Argento                                                                | Bronzo                                                          |
| Gara maschile   | Vetle Bergsvik Thorn                                                      | Shachar Sagiv                                                          | Adrien Briffod                                                  |
| Gara femminile  | Solveig Løvseth                                                           | Julia Hauser                                                           | Jolien Vermeylen                                                |
| Staffetta mista | Norvegia Vetle Bergsvik Thorn Lotte Miller Casper Stornes Solveig Løvseth | Gran Bretagna Barclay Izzard Sophie Alden Connor Bentley Sian Rainsley | Ungheria Gergely Kiss Zsanett Bragmayer Gergő Dobi Márta Kropkó |

## Medagliere
| Pos.   | Paese         | Oro | Argento | Bronzo | Totale |
| ------ | ------------- | --- | ------- | ------ | ------ |
| 1      | Norvegia      | 3   | 0       | 0      | 3      |
| 2      | Israele       | 0   | 1       | 0      | 1      |
| 2      | Austria       | 0   | 1       | 0      | 1      |
| 2      | Gran Bretagna | 0   | 1       | 0      | 1      |
| 5      | Svizzera      | 0   | 0       | 1      | 1      |
| 5      | Belgio        | 0   | 0       | 1      | 1      |
| 5      | Ungheria      | 0   | 0       | 1      | 1      |
| Totale | Totale        | 3   | 3       | 3      | 9      |